# Ден О'Браєн
Ден О'Браєн (англ. Dan O'Brien, нар. 18 липня 1966, Портленд, Орегон, США) — американський легкоатлет, що спеціалізується на багатоборстві, олімпійський чемпіон 1996 року, триразовий чемпіон світу. 

## Кар'єра
| Рік             | Змагання                     | Місто               | Місце           | Дисципліна      | Примітки        |
| Представник США | Представник США              | Представник США     | Представник США | Представник США | Представник США |
| --------------- | ---------------------------- | ------------------- | --------------- | --------------- | --------------- |
| 1991            | Чемпіонат світу              | Токіо, Японія       | 1               | десятиборство   | 8812            |
| 1993            | Чемпіонат світу в приміщенні | Торонто, Канада     | 1               | семиборство     | 6476            |
| 1993            | Чемпіонат світу              | Штутгарт, Німеччина | 1               | десятиборство   | 8817            |
| 1995            | Чемпіонат світу              | Гетеборг, Швеція    | 1               | десятиборство   | 8695            |
| 1996            | Олімпійські ігри             | Атланта, США        | 1               | десятиборство   | 8824            |